# Eleonora d'Alburquerque
Eleonora Urraca Sanchez di Castiglia o d'Alburquerque (detta la Ricahembra (la donna ricca). Eleonora anche in latino e in fiammingo, Leonor in aragonese, in spagnolo, in basco, in galiziano, in asturiano e in portoghese, Elionor in catalano, Alienor in occitano, Eléonore in francese, Eleanor in inglese e Eleonore in tedesco; 1374 – Medina del Campo, 16 dicembre 1435) contessa di Alburquerque, fu regina consorte di Aragona, di Valencia, di Sardegna, di Maiorca e di Sicilia, regina titolare di Corsica, contessa di Barcellona e delle contee catalane dal 1412 al 1416.

## Origine[1][2][3]
Era figlia secondogenita del conte d'Alburquerque, Sancho Alfonso (1342-1375), e della di lui moglie, Beatrice del Portogallo (1347-1381).

## Biografia

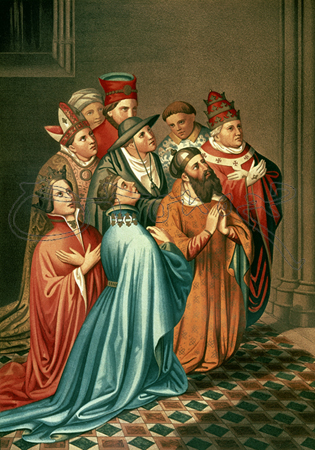
Eleonora col marito, Ferdinando I Trastamara e l'antipapa Benedetto XIII

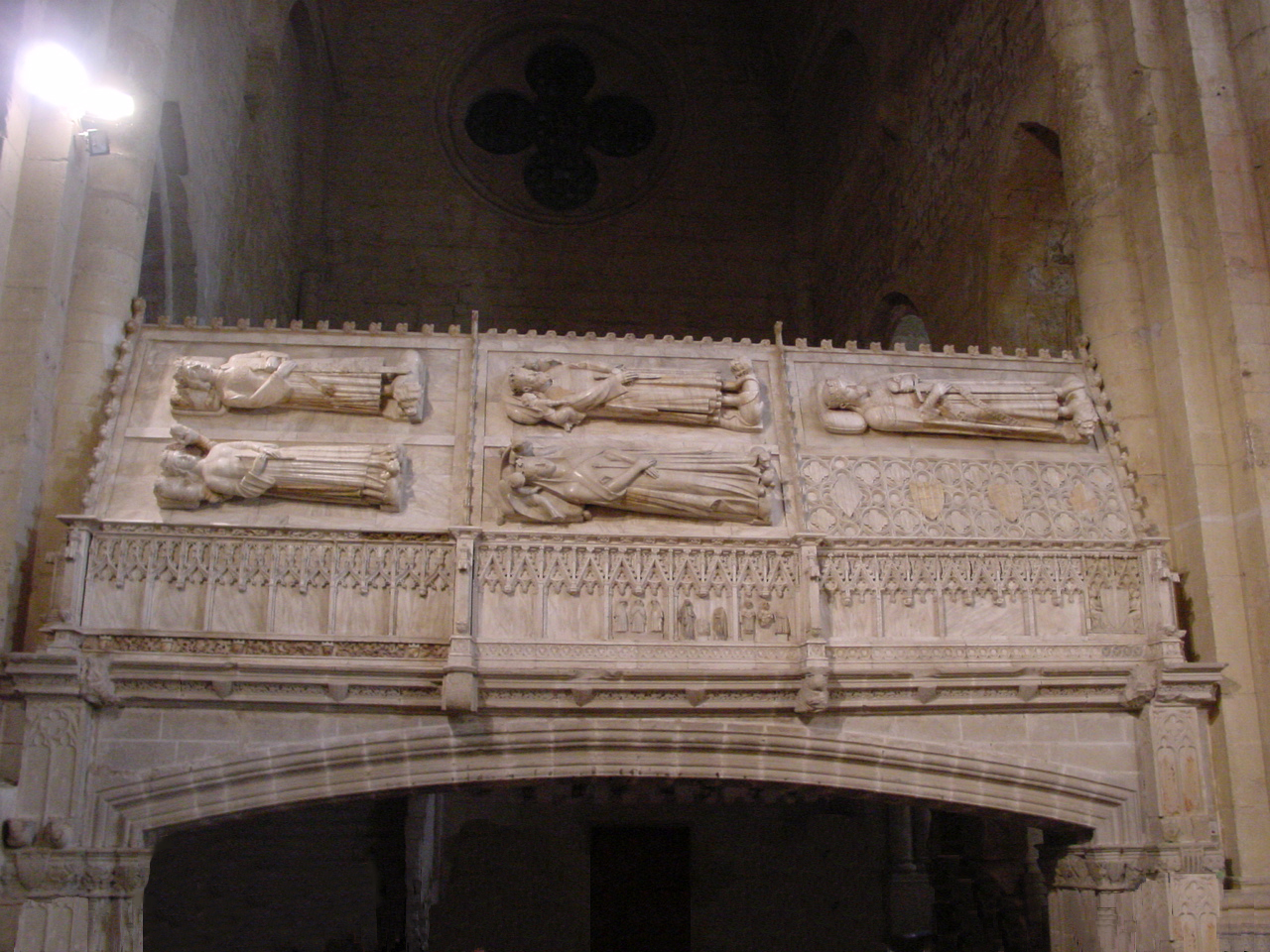
Statua di Eleonora, nel Monastero di Santa Maria di Poblet

Eleonora, molto probabilmente, nacque postuma, essendo il padre morto il 19 febbraio del 1374.
Nel 1385, in seguito alla morte di suo fratello, Fernando, alla battaglia di Aljubarrota, Eleonora, che era rimasta orfana anche della madre, nel 1381, ereditò il titolo di contessa di Alburquerque. Eleonora ereditò parecchi feudi, che costituivano un notevole dominio (da cui il suo soprannome).
Eleonora fu fidanzata col cugino, Federico Enriquez (?-1394), duca di Benavente, che, alleatosi con la propria sorellastra, Eleonora Enriquez, regina di Navarra, stava conducendo una politica di fronda al nipote, il re di Castiglia, Enrico III. A questo matrimonio però si oppose l'arcivescovo di Toledo, Pedro Tenorio, nel 1390, nell'interesse del nuovo re di Castiglia, Enrico III.
Nel 1393 Eleonora sposò, a Madrid, Ferdinando I Trastamara, figlio secondogenito del re di Castiglia e León, Giovanni I di Trastamara e della sua prima moglie, Eleonora d'Aragona. (1358 – 1382).
Eleonora, discendente dalle famiglie reali di Castiglia e Portogallo, era una ricca ereditiera e portò in dote a Ferdinando parecchi feudi, specialmente nella Rioja e in Estremadura che, uniti alle proprietà di Federico, costituirono un notevole dominio.
Quando nel 1410 morì il re della corona d'Aragona e re di Sicilia, Martino il Vecchio, zio di suo marito Ferdinando (la madre, Eleonora, era sorella di Martino il Vecchio), questi fu tra i pretendenti al trono aragonese e nei due anni che seguirono, conosciuti come interregno aragonese, non disdegnò di entrare in armi in Aragona per difendere i suoi interessi.
Prima che si arrivasse ad una guerra civile, le cortes di Catalogna, di Valencia e d'Aragona decisero per un arbitrato, che portò al Compromesso di Caspe, del 1412.
In seguito al compromesso di Caspe, nel 1412 Ferdinando, anche per l'appoggio dell'antipapa Benedetto XIII, fu designato come successore di Martino il Vecchio e il 28 giugno, divenne Ferdinando I d'Aragona, e nel 1414, Ferdinando ed Eleonora furono incoronati re e regina di Aragona.
Durante i quasi quattro anni di regno del marito Eleonora fu molto sensibile alle richieste di porre termine al Grande Scisma e fece pressione sul marito affinché l'antipapa, Benedetto XIII (Pedro Martínez di Luna), si dimettesse; Ferdinando, che inizialmente era titubante perché i rappresentanti di Benedetto XIII a Caspe lo avevano appoggiato, accolse gli inviti della moglie e dell'imperatore, Sigismondo, pregando Benedetto XIII di dimettersi come avevano fatto l'antipapa Giovanni XXIII ed il papa Gregorio XII. Ma Benedetto, che era stato eletto nel pieno rispetto delle regole, non cedette, si rinchiuse nel castello di Peníscola (Regno di Valencia), dove resistette sino alla morte, avvenuta nel 1423.
Nel 1416, alla morte di Ferdinando, Eleonora rientrò in Castiglia ed insieme ai figli, Giovanni ed Enrico, fu coinvolta nella lotta politica castigliana contro il partito realista, guidato da Álvaro de Luna. Dopo alterne vicende il partito realista ebbe la meglio ed i suoi figli, Giovanni ed Enrico, verso il 1430, furono esiliati dalla Castiglia e ritornarono in Aragona, mentre lei veniva espropriata di quasi tutti i suoi feudi.

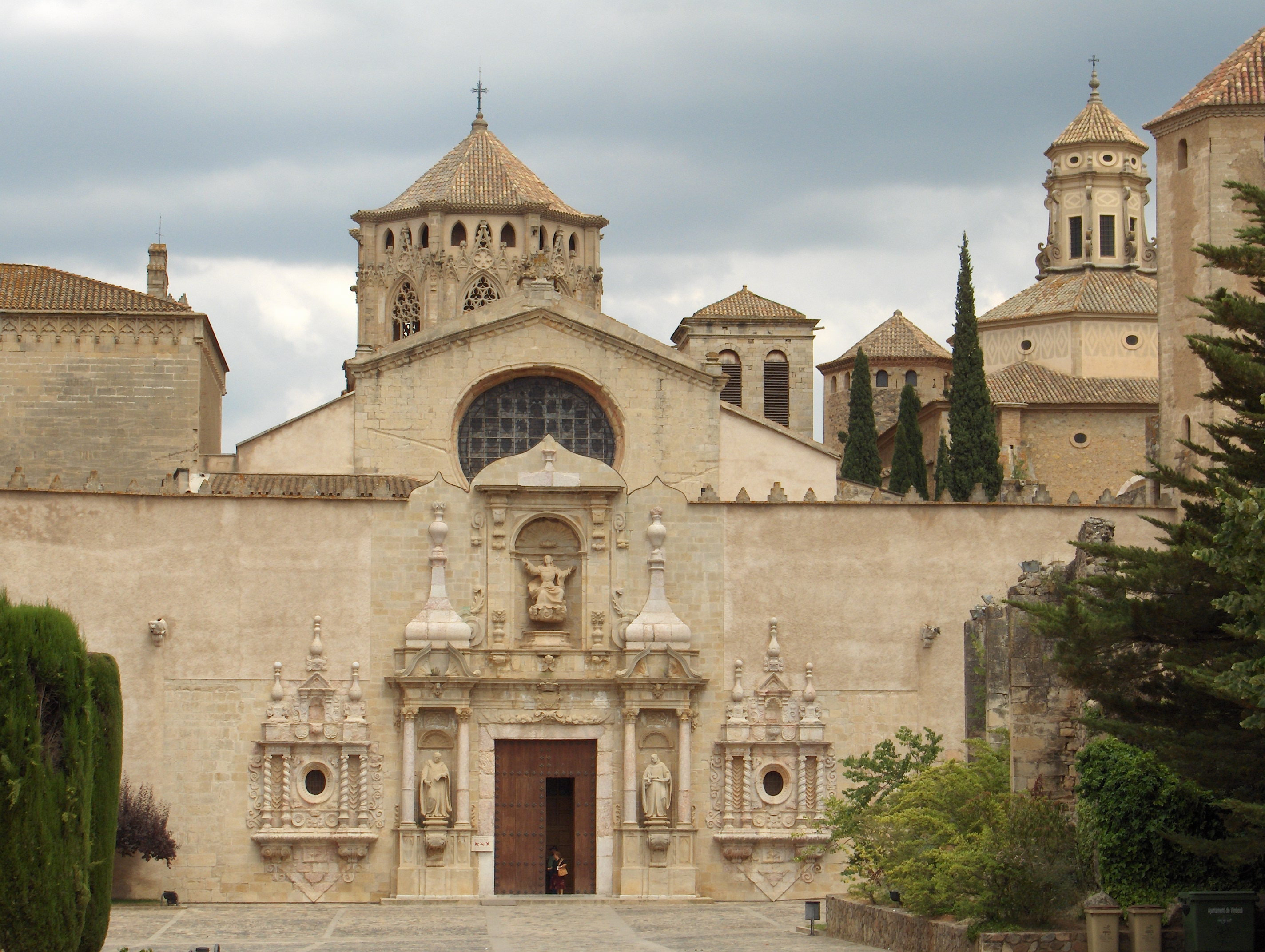
Il Monastero di Santa Maria di Poblet

Ritiratasi a Medina del Campo, nel suo palazzo trasformato nel convento di Santa Maria la Real, Eleonora vi morì nell'agosto del 1435, dopo aver ricevuto la notizia del disastro della battaglia di navale di Ponza (5 agosto 1435), dove tre dei suoi figli, Alfonso V, re della corona d'Aragona e di Sicilia, Giovanni, re di Navarra ed Enrico, erano stati fatti prigionieri dai genovesi.
La sua salma fu tumulata a Medina del Campo e non al pantheon reale del Monastero di Santa Maria di Poblet, dove avrebbe dovuto essere sepolta e dove il figlio Alfonso V aveva fatto costruire un sepolcro dallo scultore Pietro Oller, nel 1417, accanto a quello del marito Ferdinando.

## Figli.[1][2][3][7]
Eleonora a Ferdinando diede sette figli:
- Alfonso (1396-1458), re della corona d'Aragona e anche re di Sicilia e Napoli, che sposò Maria di Castiglia
- Maria (1396-1445), prima moglie del re di Castiglia, Giovanni II,
- Giovanni (1397/98-1479), re di Navarra, per il matrimonio con l'erede al trono Bianca e poi re della corona d'Aragona
- Enrico (1400-1445), duca di Alburquerque, conte di Villena, conte delle Asturie e Gran Maestro dell'Ordine di Santiago
- Eleonora (1400/ 02-1445), moglie del re del Portogallo Edoardo I
- Pietro (1406-1438), conte di Alburquerque e duca di Noto
- Sancho d'Aragona (1410-1416), Gran Maestro degli Ordini di Calatrava e di Alcántara.

## Ascendenza
|                            |                               |                                    | Genitori                           |  |  | Nonni |  |  | Bisnonni                      |  |  | Trisnonni                  |  |
|                            |                               |                                    |                                    |  |  |       |  |  | 8. Ferdinando IV di Castiglia |  |  | 16. Sancho IV di Castiglia |  |
|                            |                               |                                    |                                    |  |  |       |  |  | 8. Ferdinando IV di Castiglia |  |  | 16. Sancho IV di Castiglia |  |
|                            |                               | 17. Maria di Molina                |                                    |  |  |       |  |  | 8. Ferdinando IV di Castiglia |  |  |                            |  |
| 4. Alfonso XI di Castiglia |                               |                                    |                                    |  |  |       |  |  | 8. Ferdinando IV di Castiglia |  |  |                            |  |
|                            |                               | 9. Costanza del Portogallo         | 18. Dionigi del Portogallo         |  |  |       |  |  |                               |  |  |                            |  |
|                            |                               | 9. Costanza del Portogallo         | 18. Dionigi del Portogallo         |  |  |       |  |  |                               |  |  |                            |  |
|                            |                               | 9. Costanza del Portogallo         | 19. Isabella d'Aragona             |  |  |       |  |  |                               |  |  |                            |  |
| 2. Sancho d'Alburquerque   |                               | 9. Costanza del Portogallo         |                                    |  |  |       |  |  |                               |  |  |                            |  |
|                            |                               | 10. Pedro Núñez de Guzmán          | 20. Álvaro Perez de Guzman         |  |  |       |  |  |                               |  |  |                            |  |
|                            |                               | 10. Pedro Núñez de Guzmán          | 20. Álvaro Perez de Guzman         |  |  |       |  |  |                               |  |  |                            |  |
|                            |                               | 10. Pedro Núñez de Guzmán          | 21. Maria Giron                    |  |  |       |  |  |                               |  |  |                            |  |
| 5. Eleonora di Guzmán      |                               | 10. Pedro Núñez de Guzmán          |                                    |  |  |       |  |  |                               |  |  |                            |  |
|                            |                               | 11. Beatriz Ponce de León          | 22. Fernán Pérez Ponce de León     |  |  |       |  |  |                               |  |  |                            |  |
|                            |                               | 11. Beatriz Ponce de León          | 22. Fernán Pérez Ponce de León     |  |  |       |  |  |                               |  |  |                            |  |
|                            |                               | 11. Beatriz Ponce de León          | 23. Urraca Gutiérrez de Meneses    |  |  |       |  |  |                               |  |  |                            |  |
| 1. Eleonora d'Alburquerque |                               | 11. Beatriz Ponce de León          |                                    |  |  |       |  |  |                               |  |  |                            |  |
|                            | 12. Alfonso IV del Portogallo | 24. Dionigi del Portogallo (= 18.) |                                    |  |  |       |  |  |                               |  |  |                            |  |
|                            | 12. Alfonso IV del Portogallo | 24. Dionigi del Portogallo (= 18.) |                                    |  |  |       |  |  |                               |  |  |                            |  |
|                            | 12. Alfonso IV del Portogallo | 25. Isabella d'Aragona (= 19.)     |                                    |  |  |       |  |  |                               |  |  |                            |  |
| 6. Pietro I del Portogallo | 12. Alfonso IV del Portogallo |                                    |                                    |  |  |       |  |  |                               |  |  |                            |  |
|                            |                               | 13. Beatrice di Castiglia          | 26. Sancho IV di Castiglia (= 16.) |  |  |       |  |  |                               |  |  |                            |  |
|                            |                               | 13. Beatrice di Castiglia          | 26. Sancho IV di Castiglia (= 16.) |  |  |       |  |  |                               |  |  |                            |  |
|                            |                               | 13. Beatrice di Castiglia          | 27. Maria di Molina (= 17.)        |  |  |       |  |  |                               |  |  |                            |  |
| 3. Beatrice del Portogallo |                               | 13. Beatrice di Castiglia          |                                    |  |  |       |  |  |                               |  |  |                            |  |
|                            |                               | 14. Pedro Fernández de Castro      | 28. Fernando Rodríguez de Castro   |  |  |       |  |  |                               |  |  |                            |  |
|                            |                               | 14. Pedro Fernández de Castro      | 28. Fernando Rodríguez de Castro   |  |  |       |  |  |                               |  |  |                            |  |
|                            |                               | 14. Pedro Fernández de Castro      | 29. Violante Sánchez di Castiglia  |  |  |       |  |  |                               |  |  |                            |  |
| 7. Inés de Castro          |                               | 14. Pedro Fernández de Castro      |                                    |  |  |       |  |  |                               |  |  |                            |  |
|                            |                               | 15. Aldonza Lorenzo de Valladares  | 30. Lourenço Soares de Valadares   |  |  |       |  |  |                               |  |  |                            |  |
|                            |                               | 15. Aldonza Lorenzo de Valladares  | 30. Lourenço Soares de Valadares   |  |  |       |  |  |                               |  |  |                            |  |
|                            |                               | 15. Aldonza Lorenzo de Valladares  | 31. Sancha Nunes de Chacim         |  |  |       |  |  |                               |  |  |                            |  |
|                            |                               | 15. Aldonza Lorenzo de Valladares  |                                    |  |  |       |  |  |                               |  |  |                            |  |